# Ilocos Norte

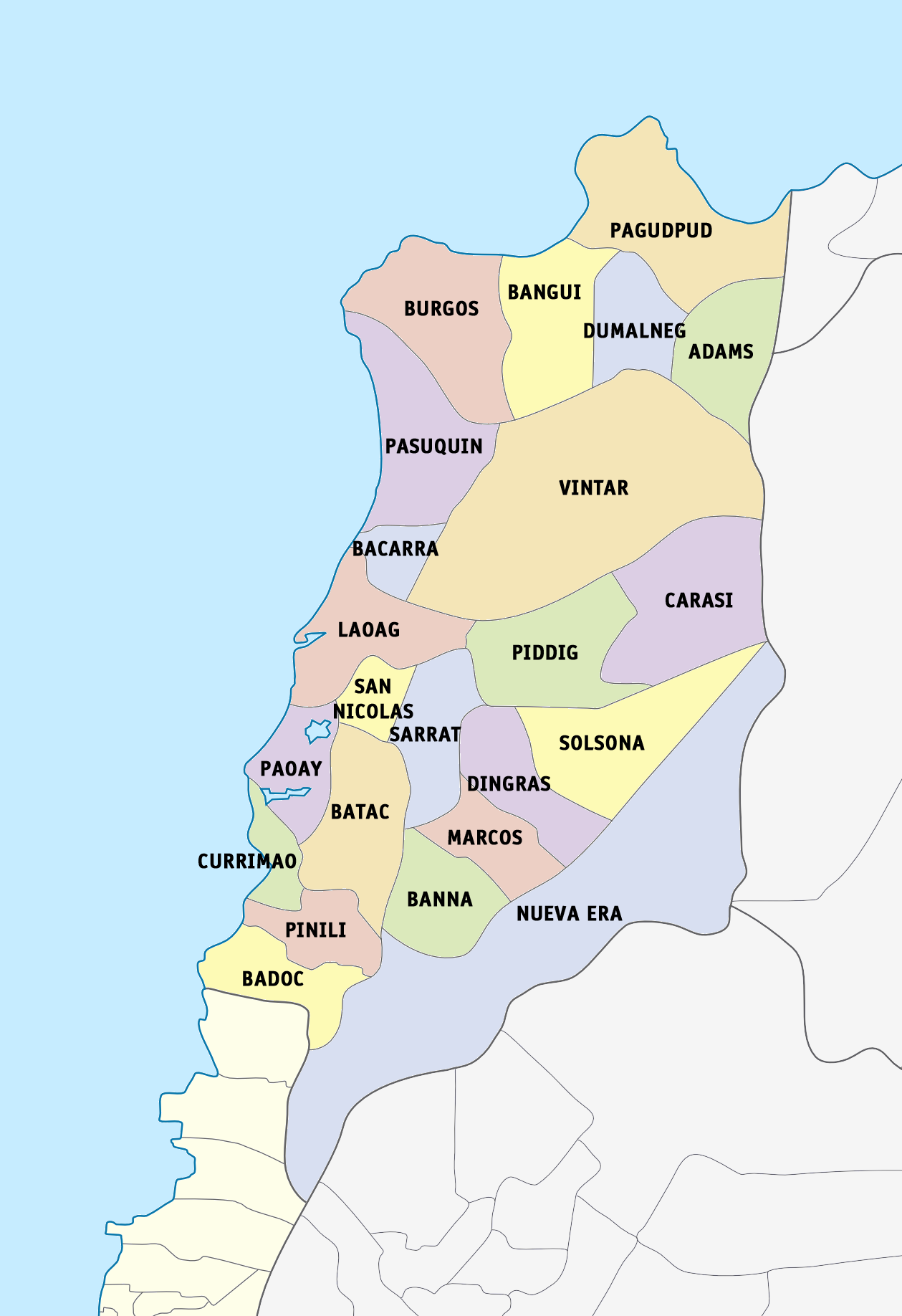
Mapa político de Ilocos del Norte.

Ilocos Norte (ilocano: Umamianan nga Ilocos; tagalo: Hilagang Ilokos; inglés: North Ilocos) es una provincia de las Filipinas situada en la región de Ilocos, en Luzón. Su capital es la ciudad de Laoag y está situado en la esquina del noroeste de la isla de Luzon, Cagayán y Apayao que confina al este, y Abra e Ilocos Sur al sur. Ilocos Norte tiene frente al mar del sur de China, al oeste, y al estrecho de Luzón, al norte.

## Religión
Los habitantes son mayoritariamente católicos, aunque está muy extendida la iglesia Aglipaya. El fundador Gregorio Aglipay nació en la ciudad de Batac de esta provincia.

## División política

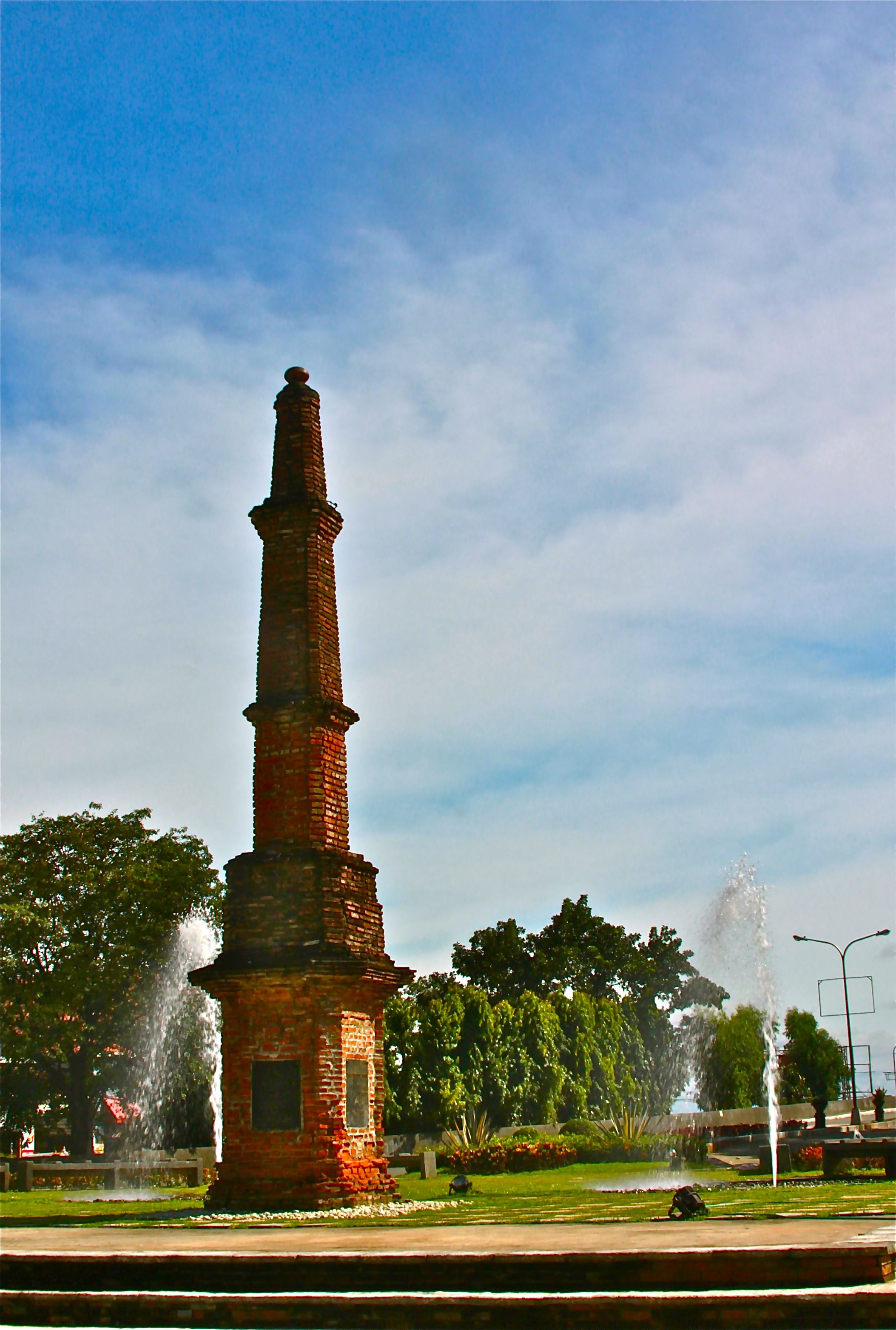
Este monumento en Laoag, está relacionado con el monopolio del tabaco, introducido por los colonizadores españoles, en el.

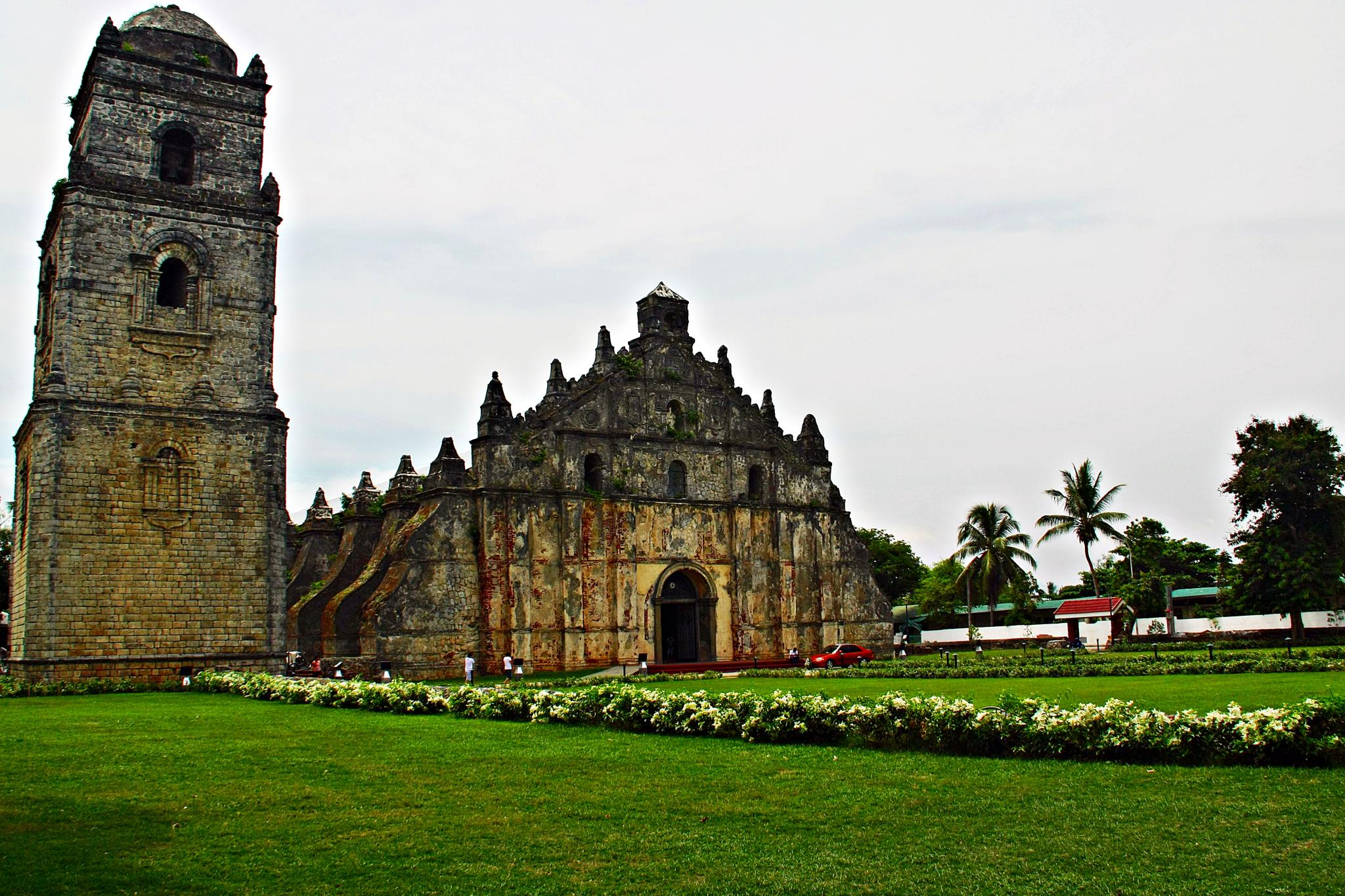
Iglesia de San Agustín de Paoay, en Paoay.

Ilocos Norte se divide en 557 barangayes (barrios) y 23 localidades.
| Ciudades/Municipalidades | Cantidad de Barangays | Población (2000) | Área (km²) | Densidad (per km²) |
| ------------------------ | --------------------- | ---------------- | ---------- | ------------------ |
| Adams                    | 1                     | 1480             | 159,31     | 9,3                |
| Bacarra                  | 43                    | 29 668           | 66,07      | 449,0              |
| Badoc                    | 31                    | 27 862           | 66,41      | 419,5              |
| Banguí                   | 15                    | 14 327           | 163,59     | 87,6               |
| Banna, antes Espíritu    | 20                    | 16 704           | 97,68      | 171,0              |
| Batac                    | 43                    | 47 682           | 161,06     | 296,1              |
| Burgos                   | 11                    | 8534             | 128,90     | 66,2               |
| Carasi                   | 3                     | 1154             | 157,38     | 7,3                |
| Currimao                 | 23                    | 10 615           | 33,08      | 320,9              |
| Dingras                  | 31                    | 33 310           | 96,00      | 347,0              |
| Dumalneg                 | 1                     | 1 486            | 88,48      | 16,8               |
| Laoag                    | 80                    | 94 466           | 101,88     | 927,2              |
| Marcos                   | 13                    | 15 154           | 226,38     | 66,9               |
| Nueva Era                | 11                    | 6095             | 515,02     | 11,8               |
| Pagudpud                 | 16                    | 19 315           | 194,90     | 99,1               |
| Paoay                    | 31                    | 21 745           | 76,24      | 285,2              |
| Pasuquin                 | 33                    | 24 739           | 189,39     | 130,6              |
| Piddig                   | 23                    | 19 059           | 121,33     | 157,1              |
| Pinili                   | 25                    | 15 903           | 89,48      | 177,7              |
| San Nicolás              | 24                    | 31 688           | 40,18      | 788,7              |
| Sarrat                   | 24                    | 22 884           | 57,39      | 398,8              |
| Solsona                  | 22                    | 21 338           | 167,91     | 127,1              |
| Vintar                   | 33                    | 29 031           | 624,85     | 46,5               |

## Historia
La Alcaldía Mayor de Ilocos-Norte era una de las 20 provincias en que se dividía la isla de Luzón, gobernada por un alcalde mayor de término que reside en Laoag, cabeza de la provincia, y está encargado de la administración de justicia y demás ramos civiles y políticos.
En lo eclesiástico pertenece esta provincia a la diócesis de Nueva Segovia.
Según el Estado demostrativo de la provincia Ilocos-Norte en 1818, contaba con 135 740 habitantes, solamente 5 españoles, repartidos en un total de 13 pueblos, según la siguiente relación:
| Pueblo                        | Población | curas que administran |
| ----------------------------- | --------- | --------------------- |
| Banguí                        | 2641      | Clérigo presbítero    |
| Nagpartian (hoy Burgos)       | 802       | Clérigo presbítero    |
| Pasuquin                      | 3130      | Clérigo presbítero    |
| Bacarra                       | 12 250    | Agustino descalzo     |
| Vintar                        | 5100      | Agustino descalzo     |
| Sarrat o San Miguel de Cuning | 6885      | Agustino descalzo     |
| Piddig y su visita Santiago   | 10 035    | Agustino descalzo     |
| Dingras                       | 11 595    | Agustino descalzo     |
| Laoag                         | 30 133    | Agustino descalzo     |
| San Nicolás                   | 8.745     | Agustino descalzo     |
| Batac                         | 17 565    | Agustino descalzo     |
| Paoay                         | 18 615    | Agustino descalzo     |
| Badoc                         | 8590      | Agustino descalzo     |

A mediados del siglo XIX la población ascendía 157 559 habitantes, conforme a la siguiente relación:
| Pueblo                  | Población |
| ----------------------- | --------- |
| Laoag                   | 34 560    |
| San Nicolás             | 11.717    |
| Batac                   | 17 850    |
| Paoay                   | 15 587    |
| Badoc                   | 8777      |
| Sarrat                  | 7650      |
| Dingras                 | 11 672    |
| Santiago                | 5237      |
| Piddig                  | 8700      |
| Vintar                  | 7830      |
| Bacarra                 | 16 690    |
| Pasuquin                | 5.195     |
| Nagpartian (hoy Burgos) | 4007      |
| Banguí                  | 4007      |